# Индонезия на летних Олимпийских играх 2004
Индонезия принимала участие в Летних Олимпийских играх 2004 года в Афинах (Греция) в двенадцатый раз за свою историю, и завоевала одну серебряную, две бронзовые и одну золотую медали. Сборную страны представляли 38 участников, из которых 16 женщин.

## Золото
- Бадминтон, мужчины — Тауфик Хидаят.

## Серебро
- Тяжёлая атлетика, женщины — Raema Lisa Rumbewas.

## Бронза
- Бадминтон, мужчины — Sony Dwi Kuncoro.
- Бадминтон, мужчины — Сюй Юнсянь (Энгхянь) и Flandy Limpele.

## Состав и результаты олимпийской сборной Индонезии

### Дзюдо
Спортсменов — 1
Соревнования по дзюдо проводились по системе на выбывание. Утешительные встречи проводились между спортсменами, потерпевшими поражение в четвертьфинале турнира. Победители утешительных встреч встречались в схватке за 3-е место со спортсменами, проигравшими в полуфинале в противоположной половине турнирной сетки.
Мужчины
| Категория | Спортсмены | 1/32 финала        | 1/16 финала                                 | 1/8 финала           | Четвертьфинал        | Полуфинал            | Финал                | Место |
| Категория | Спортсмены | Соперник Результат | Соперник Результат                          | Соперник Результат   | Соперник Результат   | Соперник Результат   | Соперник Результат   | Место |
| --------- | ---------- | ------------------ | ------------------------------------------- | -------------------- | -------------------- | -------------------- | -------------------- | ----- |
| до 90 кг  | Крисна Баю |                    | Цэнд-Аюушийн Очирбат (MGL) пор. 0001 — 0101 | Завершил выступление | Завершил выступление | Завершил выступление | Завершил выступление | 17    |